# Prionurus biafraensis
Prionurus biafraensis là một loài cá biển thuộc chi Prionurus trong họ Cá đuôi gai. Loài cá này được mô tả lần đầu tiên vào năm 1962.

## Từ nguyên
Loài cá này được đặt theo tên của vịnh nhỏ Biafra trong vịnh Guinea, thuộc São Tomé và Príncipe, nơi mẫu vật của chúng được thu thập lần đầu tiên.

## Phạm vi phân bố và môi trường sống
P. biafraensis là loài Prionurus duy nhất có phạm vi phân bố ở Đại Tây Dương. Loài cá này được tìm thấy ở São Tomé và Príncipe trong vịnh Guinea, và từ vùng biển ven bờ Cap Lopez, Gabon đến Pointe-Noire, Congo. P. biafraensis sống xung quanh các rạn san hô và những mỏm đá ngầm ở độ sâu khoảng từ 5 đến 25 m.

## Mô tả
Chiều dài cơ thể tối đa được ghi nhận ở P. biafraensis là 25 cm, nhưng chiều dài thường bắt gặp ở chúng là khoảng 15 cm. Cơ thể của P. biafraensis có màu nâu xám. Ngoại trừ vây ngực, tất cả các bộ phận trên cơ thể đều phủ những chấm đen li ti. Một dải trắng ở sau mắt kéo dài xuống dưới cằm. Đuôi hơi lõm nhẹ vào trong. Có 3 mảnh xương nhô lên ở hai bên cuống đuôi.
Số gai ở vây lưng: 8; Số tia vây ở vây lưng: 25; Số gai ở vây hậu môn: 3; Số tia vây ở vây hậu môn: 21; Số tia vây ở vây ngực: 15; Số gai ở vây bụng: 1; Số tia vây ở vây bụng: 5.

## Sinh thái và hành vi
P. biafraensis sống thành từng nhóm nhỏ, đôi khi có thể hợp thành một đàn lớn.